# Benedetta Emilia Agricola
Benedetta Emilia Agricola, född 1722 död 1780, var en italiensk operasångare.
Hon var första hovsångerska vid Fredrik den stores hov 1748-1774. 